# Pico Terter
El pico Terter es un pico cubierto de hielo que se eleva a 570 m en los altos de Breznik, isla Greenwich en las islas Shetland del Sur, en el océano Antártico.
Sobrepasa al glaciar Wulfila al suroeste, al glaciar Solís al noroeste y al glaciar Zheravna al sureste.
Lleva el nombre del zar Teodoro Svetoslav de Bulgaria, que gobernó entre 1300 y 1321.

## Mapas
- L.L. Ivanov et al. Antarctica: Livingston Island and Greenwich Island, South Shetland Islands. Escala 1:100000 Mapa Topográfico. Sofia: Antarctic Place-names Commission of Bulgaria, 2005.
- L.L. Ivanov. Antarctica: Livingston Island and Greenwich, Robert, Snow and Smith Islands. Escala 1:120000 mapa topográfico.  Troyan: Manfred Wörner Foundation, 2009.  ISBN 978-954-92032-6-4